# Kecskeformák
A kecskeformák (Caprinae) az emlősök (Mammalia) osztályának párosujjú patások (Artiodactyla) rendjébe, ezen belül a tülkösszarvúak (Bovidae) családjába tartozó alcsalád.
Az alcsaládba 34 recens faj tartozik.

## Neveik
A kecskeformák hímjének, nőstényének, illetve kicsinyének jelölésére szolgáló szavak fajonként változóak:
- Bak, nőstény és gida (házi kecskék, havasi kecske, zerge, vadkecske)
- Kos, nőstény és bárány (vadjuhok és juh, féljuhok, sörényes juh)
- Bika, tehén és borjú (keleti pézsmatulok, takin)

## Kifejlődésük és előfordulásuk
Ennek az emlősalcsaládnak az első képviselői a miocén kor második felében jelentek meg és a szérókra (Capricornis) hasonlíthattak. A sokféle faj azonban csak jóval később alakult ki, a pleisztocén kori eljegesedések alatt, amikor is a kecskeformák uralmukba vehették azokat a tájakat, ahonnan a hideg és más kedvezőtlen körülmények kiszorították a többi párosujjú patást. Ilyenformán a kecskeformák lettek a hegységek, sarkvidékek és sivatagok főbb legelő állatai.
Manapság a legtöbb fajuk Eurázsiában él, azonban néhányuk megtalálható Afrika északi és keleti részein, valamint Észak-Amerika nyugati hegységein. Húsuk és szarvaik miatt vadásszák őket, úgy legálisan, mint illegálisan is; emiatt sokuk veszélyeztetetté vált, egyes fajok ki is haltak. A muflonból (Ovis aries) lett juh és a vadkecskéből (Capra aegagrus) lett házi kecske igazi sikertörténetek, hiszen az ember segítségével eljutottak és benépesítették a világ nagy részét.
Mindegyikük növényevő. Habár köztük vannak magányosan élő fajok, a kecskeformák többsége csordában él, általában háremben, mely a legerősebb hím köré szerveződik.

## Rendszerezés

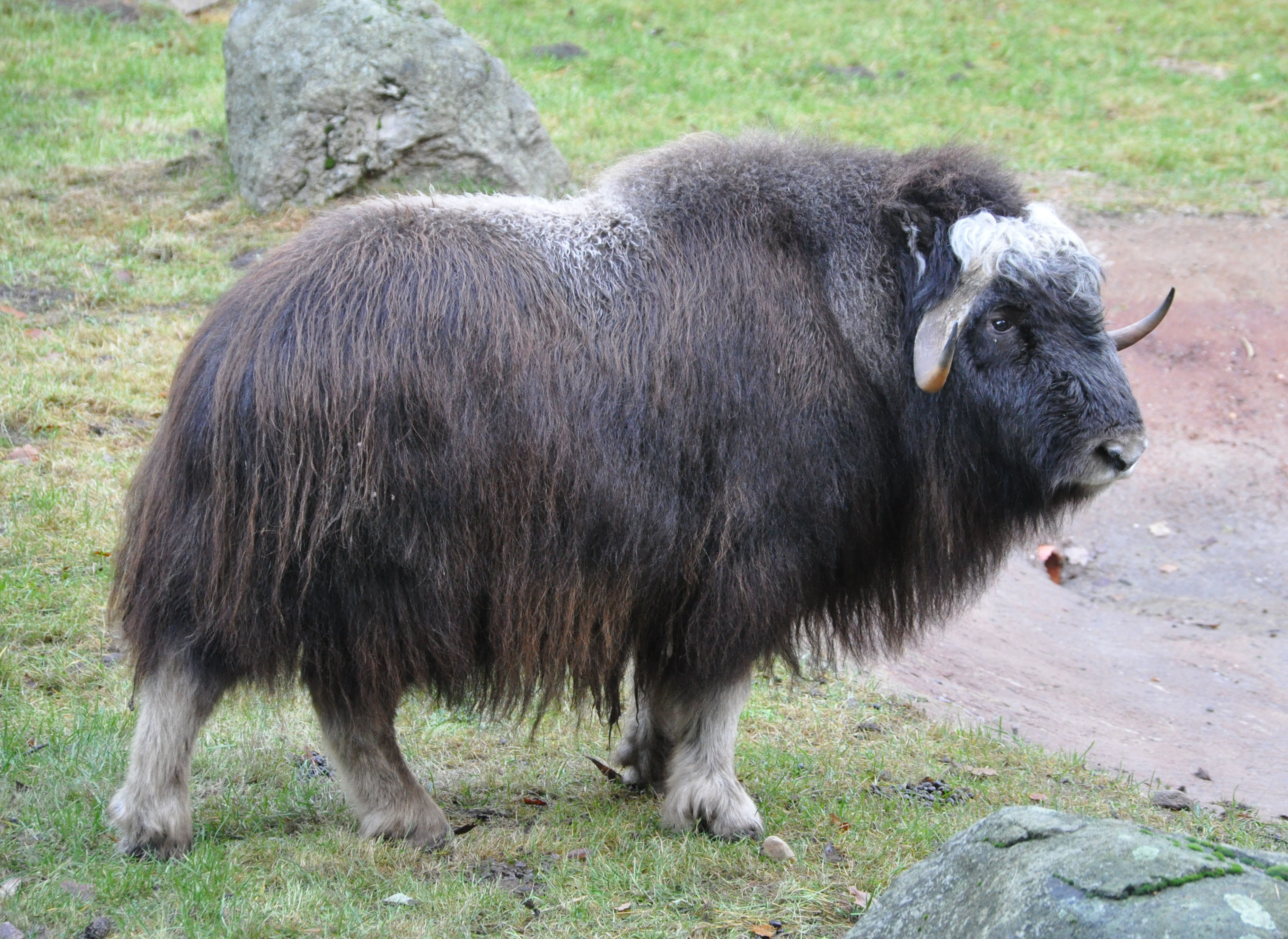
keleti pézsmatulok (Ovibos moschatus)

Az alcsaládba az alábbi 2 vagy 3 nemzetség, 13-14 élő nem és 44-47 fosszilis nem tartozik:
- Caprini
  - Ammotragus (Blyth, 1840)
  - Arabitragus Ropiquet & Hassanin, 2005
  - Budorcas Hodgson, 1850 - [6][7]
  - kőszáli kecskék (Capra) Linnaeus, 1758
  - Hemitragus (Hodgson, 1841)
  - †Myotragus (Bate, 1909) - pliocén-holocén; Baleár-szigetek[8]
  - Nilgiritragus Ropiquet & Hassanin, 2005
  - Oreamnos (Rafinesque, 1817)
  - vadjuhok (Ovis) Linnaeus, 1758
  - féljuhok (Pseudois) (Hodgson, 1846)
  - zergék (Rupicapra) Garsault, 1764

- Ovibovini
  - †Bootherium Leidy, 1852 - középső pleisztocén-kora holocén; Észak-Amerika[9]
  - szérók (Capricornis) Ogilby, 1837
  - †Euceratherium Furlong & Sinclair, 1904 - kora pleisztocén-kora holocén; Észak-Amerika[10][11]
  - †Makapania Wells & Cooke, 1957 - késő pliocén-középső pleisztocén; Dél- és Kelet-Afrika
  - gorálok (Naemorhedus) Hamilton Smith, 1827
  - Ovibos (Blainville, 1816)
  - †Soergelia Schaub, 1951 - pleisztocén; Eurázsia és Észak-Amerika[12]
  - †Tsaidamotherium Bohlin, 1935 - késő miocén; Kína[13]

- Pantholopini
- Pantholops Hodgson, 1834 - ennek a nemnek, ebbe a nemzetségbe, illetve ebbe az alcsaládba való besorolása vitatott, hiszen egyes rendszerezők az önálló tibeti antilopformák (Panthalopinae) alcsaládjába helyeznék[14][15][16][17]

Az alcsaládon belül incertae sedis besorolású nemek, azaz még nincsenek nemzetségekbe foglalva vagy talán nem is tartoznak ebbe az alcsaládba:
- †Benicerus
- †Boopsis
- †Capraoryx
- †Caprotragoides
- †Criotherium
- †Damalavus
- †Gallogoral
- †Lyrocerus
- †Megalovis
- †Mesembriacerus
- †Neotragocerus
- †Nesogoral
- †Norbertia
- †Numidocapra
- †Oioceros Gaillard, 1902 - miocén; Eurázsia és Afrika; talán nem kecskeforma[18]
- †Olonbulukia
- †Pachygazella
- †Pachytragus
- †Palaeoreas
- †Palaeoryx Gaudry, 1861 - középső-késő miocén; Eurázsia; valószínűbb, hogy a lóantilopformák (Hippotraginae) közé tartozik[19]
- †Paraprotoryx
- †Parapseudotragus
- †Parurmiatherium
- †Praeovibos Staudinger, 1908 - középső-késő pleisztocén; Eurázsia és Észak-Amerika; talán nem kecskeforma[20]
- †Procamptoceras
- †Prosinotragus
- †Protoryx Forsyth Major, 1891 - középső-késő miocén; Eurázsia[21]
- †Protovis Wang, Li & Takeuchi, 2016 - késő miocén-késő pliocén; Tibet[22][23]
- †Pseudotragus
- †Qurliqnoria
- †Samotragus
- †Sinocapra
- †Sinomegoceros
- †Sinopalaeoceros
- †Sinotragus
- †Sivacapra
- †Sporadotragus
- †Tethytragus
- †Tossunnoria - késő miocén; Kína
- †Turcocerus
- †Urmiatherium

## Képek

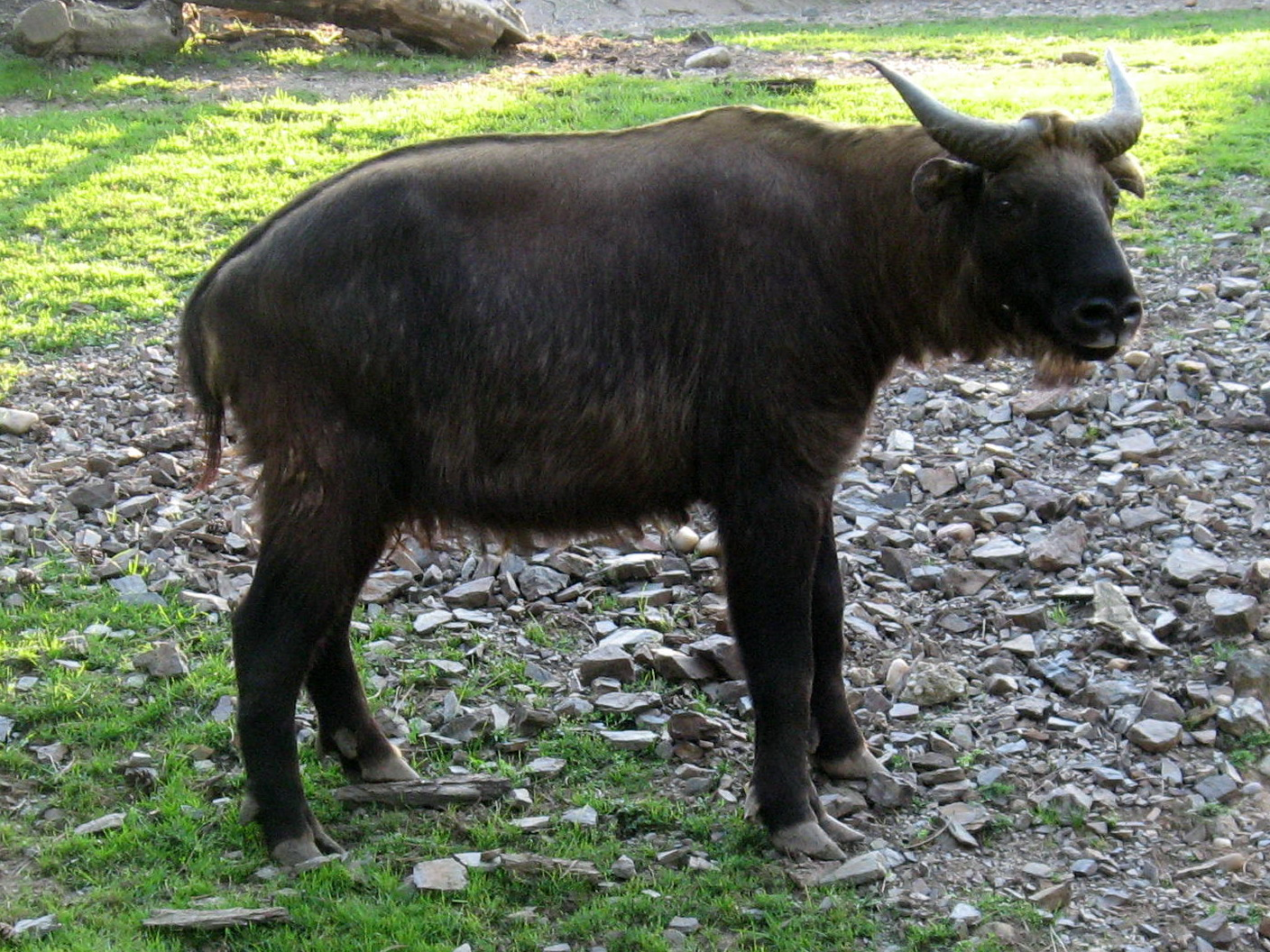
Takin (Budorcas taxicolor)
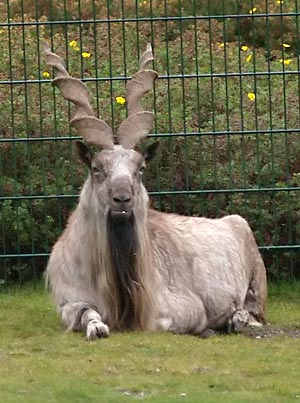
Pödröttszarvú kecske bak (Capra falconeri)
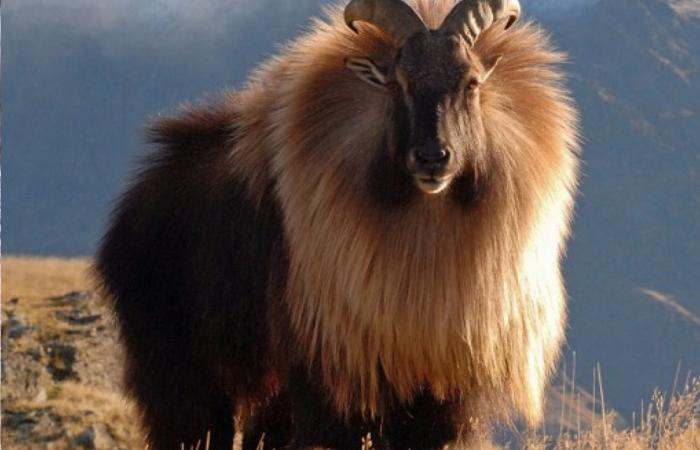
Sörényes tahr (Hemitragus jemlahicus)
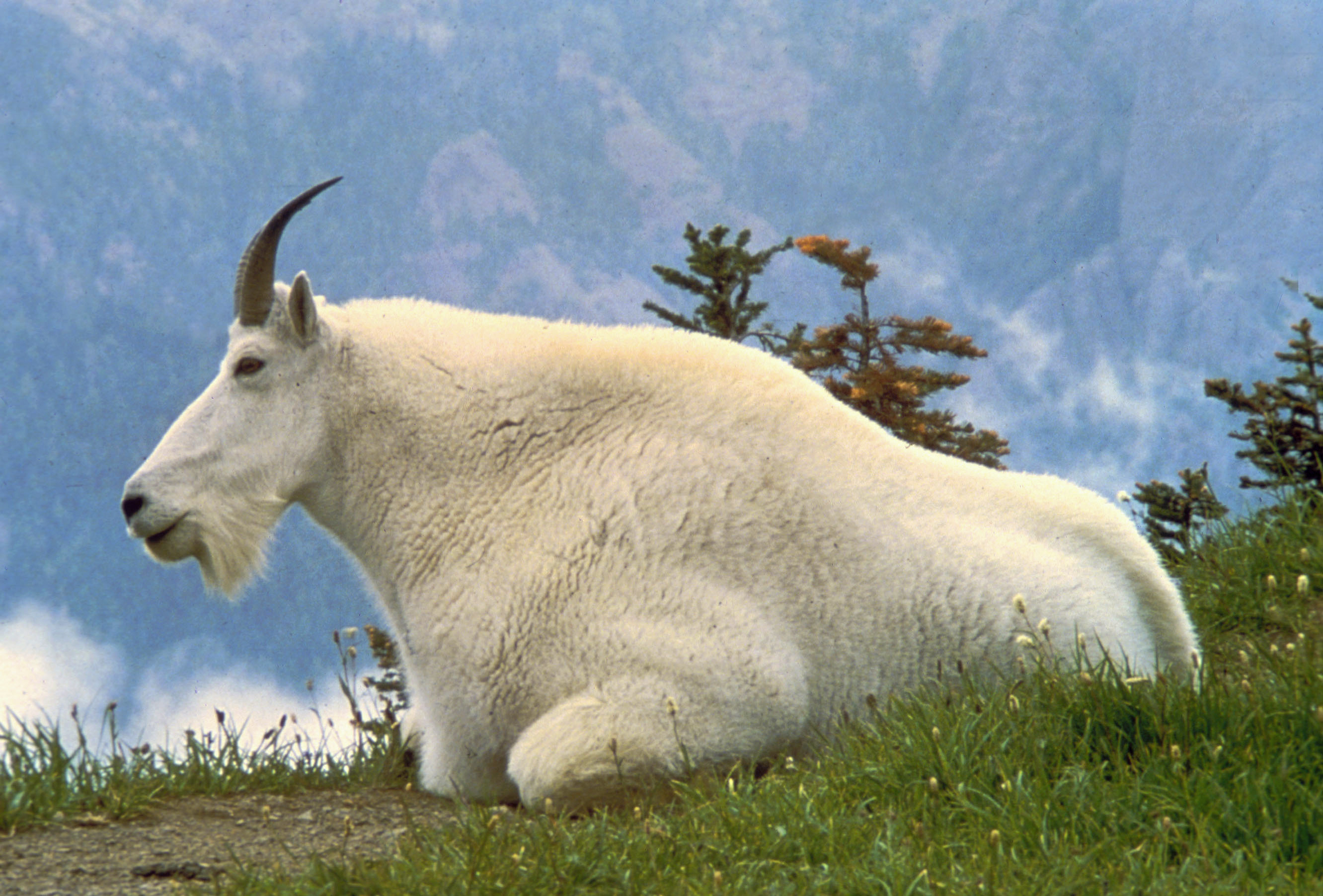
Havasi kecske (Oreamnos americanus)
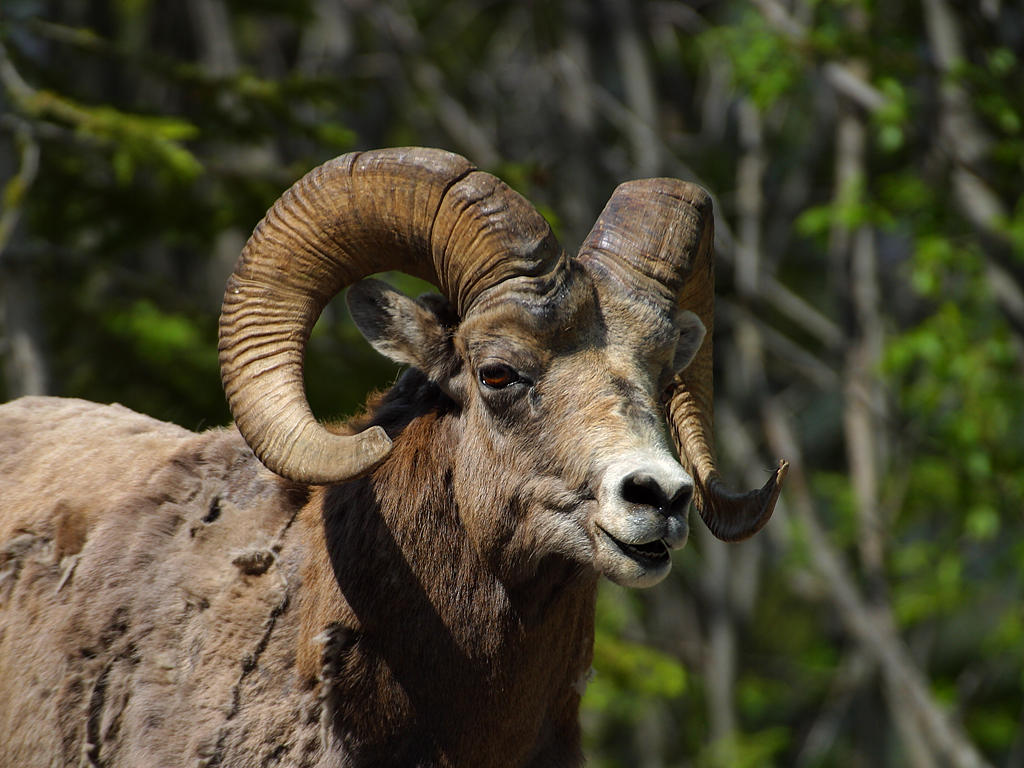
Kanadai vadjuh (Ovis canadensis)
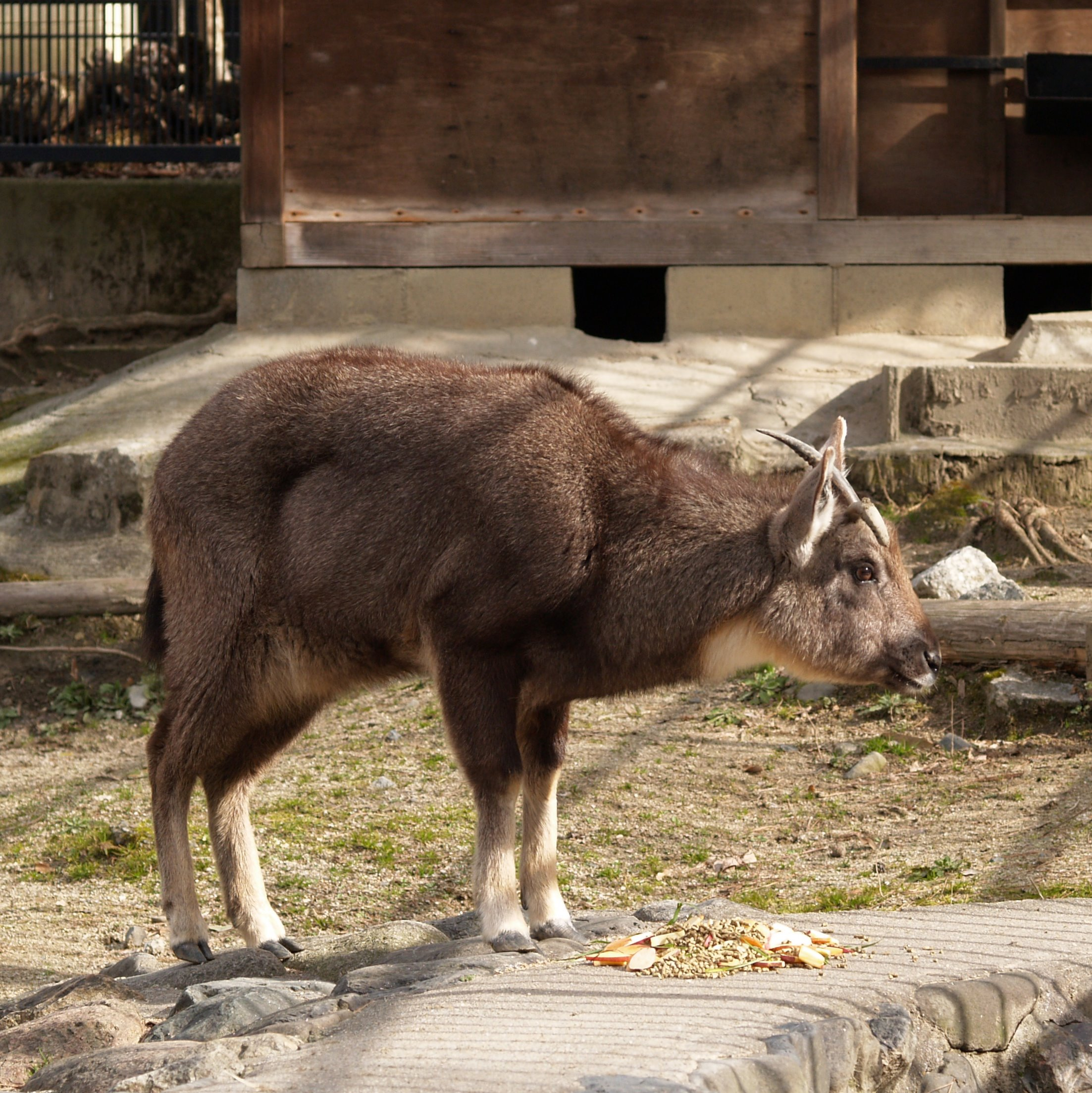
Közönséges gorál (Naemorhedus goral)

### Fordítás
- Ez a szócikk részben vagy egészben  a   Caprinae című angol Wikipédia-szócikk ezen változatának fordításán alapul.  Az eredeti cikk szerkesztőit annak laptörténete sorolja fel. Ez a jelzés csupán a megfogalmazás eredetét és a szerzői jogokat jelzi, nem szolgál a cikkben szereplő információk forrásmegjelöléseként.